# Pedro Díaz Colodrero (hijo)
Pedro Díaz Colodrero (Corrientes, 1868-Buenos Aires, 4 de agosto de 1942) fue un abogado y político argentino del Partido Autonomista de Corrientes. Se desempeñó como diputado provincial, senador provincial, vicegobernador (1921-1925), gobernador interino (1932) y senador nacional por la provincia de Corrientes (1941-1942).

## Biografía
Nació en la ciudad de Corrientes en 1868, hijo de Melchora López y de Pedro de Alcántara Díaz Colodrero (1824-1894), quien fuera hijo del político Pedro de Alcántara Díaz Colodrero (1787-1859).
Estudió abogacía y se dedicó a la política a través del Partido Autonomista de Corrientes.
En las elecciones provinciales de 1921, fue elegido vicegobernador de la provincia de Corrientes, secundando a José Eudoro Robert del Partido Liberal de Corrientes, producto de un pacto entre las dos fuerzas políticas. Completó su mandato en 1925.
Fue diputado provincial, como así también miembro y presidente del Superior Tribunal de Justicia de Corrientes. En 1932, fue designado vicepresidente primero del Senado provincial, ocupando de forma interina el cargo de gobernador entre los meses de febrero y mayo, mientras el colegio electoral consagraba una fórmula ganadora de las elecciones de 1931.
En 1941, la legislatura provincial, con apoyo de los legisladores de la Concordancia, lo eligió senador nacional por la provincia de Corrientes. Fue vocal de la comisión de Relaciones Exteriores y Culto. Su mandato se extendía hasta 1950, pero falleció por un ataque cardíaco la noche del 4 de febrero de 1942 en su banca, durante una sesión de la cámara alta. Fue sucedido por Elías Abad.